# Wustvieler Forst
Wustvieler Forst – obszar wolny administracyjnie (gemeindefreies Gebiet) w Niemczech w kraju związkowym Bawaria, w rejencji Dolna Frankonia, w regionie Main-Rhön, w powiecie Schweinfurt. Teren jest niezamieszkany.